# Proceedings of the American Mathematical Society
Proceedings of the American Mathematical Society (с англ. — «Труды Американского математического общества») — ежемесячный рецензируемый научный журнал по математике, публикуемый Американским математическим обществом. Общепринятое сокращение названия: Proc. Amer. Math. Soc.
В журнале публикуются статьи из всех областей чистой и прикладной математики, включая топологию, геометрию, анализ, алгебру, теорию чисел, комбинаторику, логику, вероятность и статистику . Как правило, все статьи должны быть не более 15 печатных страниц.
Согласно Journal Citation Reports, импакт-фактор журнала за 2018 год составляет 0,813.

## Аннотирование и индексирование
Этот журнал индексируется в следующих базах данных:
- Mathematical Reviews
- Zentralblatt MATH
- Science Citation Index
- Science Citation Index Expanded
- ISI Alerting Services
- CompuMath Citation Index
- Current Contents / Physical, Chemical & Earth Sciences.

## Другие журналы Американского математического общества
- American Mathematical Monthly
- Bulletin of the American Mathematical Society
- Journal of the American Mathematical Society
- Memoirs of the American Mathematical Society
- Notices of the American Mathematical Society
- Transactions of the American Mathematical Society